# Artona funeralis
Artona funeralis  (лат.) — вид бабочек из семейства пестрянок. Распространён в Сахалинской области, на южных Курильских островах, в Японии и Китае. Гусеницы питаются на сазе курильской. Бабочек можно наблюдать с июня по июль. Размах крыльев 19,5—22 мм. Передние крылья без пятен, одноцветные коричневые.